# Juraj Bonači
Juraj Bonači (Milna, 26. svibnja 1903. – Zagreb, 26. studenoga 1971.) je bio hrvatski mornarički časnik.
Rodio se u Milni na otoku Braču. Završio je Vojnu pomorsku akademiju u Dubrovniku. Školovao se u Francuskoj, gdje je završio podmorničarsku školu. Nakon toga je bio u ratnoj mornarici Kraljevine Jugoslavije, službujući kao kapetan korvete na podmornicama. Časničku je dužnost obnašao sve do pada Kraljevine. Potom postaje časnikom u ratnoj mornarici NDH. Godine 1943. je prešao u partizanske snage.
Nakon drugog svjetskog rata bio je visokim časnikom u SFR Jugoslaviji. Obnašao je dužnost upravitelja mornaričke škole i načelnika Tehničke službe JRM. Nosio je čin kontraadmirala.
Umro je 1971. u Zagrebu.